# Lothar Kämpfe
Pour les articles homonymes, voir Kampfe.
Lothar Kämpfe (né le 23 février 1923 à Mersebourg et mort le 29 juin 2022) est un zoologiste allemand et professeur à l'Université Ernst-Moritz-Arndt de Greifswald, qui a fait des recherches notamment dans le domaine des vers ronds (nématodes).

## Biographie
Lothar Kampf est le fils d'un employé de commerce et grandit à Leuna. Après avoir obtenu son diplôme d'études secondaires et avoir dû effectuer un court service de travail obligatoire, il fait son service militaire pendant la Seconde Guerre mondiale à partir de 1941. Après avoir été blessé à plusieurs reprises, il est démis de ses fonctions en 1945 et trouve un emploi dans l'administration municipale de Leuna en tant que secrétaire du maire. Kampf étudie ensuite la biologie, la géographie et la géologie à l'Université Martin-Luther de Halle-Wittemberg, termine ses études en 1950 par l'examen d'État pour le poste d'enseignant supérieur, devient assistant scientifique à l'Institut zoologique en 1951 et en 1953 avec une thèse sur Untersuchungen zur Zystenbildung bei Heterodera schachtii Schmidt, obtient son doctorat. Après la mort du directeur de l'institut de l'époque, Ludwig Freund (de) (1878–1953), Kampfe reprend ses affaires officielles. Il reçoit la direction provisoire de l'institut en tant qu'assistant principal, poste qu'il occupe jusqu'à la nomination de Johannes Otto Hüsing (1912–1990) en 1956. Pendant ce temps, le Leitfaden der Anatomie der Wirbeltiere est créé, que Kampf écrit avec Rolf Kittel (1919-1995) et Johannes Klapperstück (1920-1989) et qui paraît en six éditions de 1955 à 1993.
Kampf obtient son habilitation en 1958 et est nommé maître de conférences à l'Institut zoologique de l'Université Ernst-Moritz-Arndt de Greifswald l'année suivante. En 1960, il devient professeur avec un poste d'enseignant, en 1963 professeur titulaire et en 1968 professeur titulaire de zoologie. De 1975 jusqu'à sa retraite en 1988, Kampf dirige l'Institut et musée zoologique de l'Université de Greifswald.
Lothar Kampf épouse la biologiste Dora Schütze en 1951. Un fils est né du mariage.